# Словник новітніх англізмів
Словник новітніх англізмів — тлумачний словник іншомовних слів, які ввійшли до української мови з англійської. Охоплює лексику, яку вживають в оригінальному латинографічному написанні та адаптовану засобами української графіки, зі сфер бізнесу, моди, кулінарії, інформаційних технологій тощо. Окрім реєстрових слів, записаних за нормами чинного правопису, у словнику подано також паралельні узусні форми. За твердженням авторів видання, воно не є нормативним і не вводить зібрані одиниці до літературного стандарту.
Словник видало видавництво «Наукова думка» у 2022 році. Він доступний у повному обсязі у відкритому доступі, призначений для широкого кола читачів.

## Авторський колектив
Словник уклали співробітники Інституту мовознавства ім. О. О. Потебні НАН України: 
- Лесь Любомирович Белей — мовознавець, кандидат філологічних наук, письменник, перекладач з англійської мови;
- Ірина Володимирівна Олександрук — вчена, молодший науковий співробітник, дослідниця лексикографії та корпусної лінгвістики;
- Марина Володимирівна Ківу — експертка з неймінгу та сленгу комп'ютерних ігор;
- Аліна Володимирівна Гончаренко — спеціалістка з історії мови, кандидат філологічних наук.[3][5]

## Зміст
Містить близько 4 тисяч слів і словосполучень, запозичених з англійської мови головно впродовж перших десятиліть ХХІ сторіччя, які активно побутують в узусі української мови. Охоплює такі сфери: спорт, медицина, мистецтво, автоіндустрія, мода, психологія, політика тощо.  
Кожна словникова стаття містить приклади вживання цього слова (словосполучення, абревіатури) в художній літературі, інтернет-ЗМІ, наукових або науково-популярних працях, матеріалах соцмереж, рекламі тощо.  Крім власне запозичень, фіксовані й деякі кальки (наприклад, мишка, хмарне середовище). 
Словник складається з двох частин: 
- перша (менша) містить англійські терміни, як-от Black Friday, скорочення на кшталт IMHO чи BLM;
- друга — записану засобами сучасної української графіки англійську лексику з наголосами, власне англійським варіантом та зі зазначенням різних граматичних форм.[3]

## Критика
Оглядач сайту osvitanova.com.ua відзначає: перше, що викликає питання — написання слова «butthurt» (у словнику «buthurt») і його «дещо туманне пояснення, адже далеко не всі, хто розуміє значення hurt, знає, що таке butt» і як поєднання цих двох слів пов'язане з образою. І не просто образою в об'єктивному її значенні, а тією емоцією, яка «зазвичай виникає на основі дуже особистого досвіду (навіть коли ніхто нікого спеціально не ображав)». Тлумачення слова «френдзона» також дискусійне. Слово «таємно» в ньому дещо зайве, доволі часто у цих стосунках той/та, в кого закохані, добре знає про почуття іншої людини (друга/подруги). І чому «фуд» — лише «перша частина» складних слів? Є фастфуд, джанкфуд, стрітфуд тощо.

## Бібліографічний опис
- Словник новітніх англізмів / Укл. Лесь Белей, Аліна Гончаренко, Марина Ківу, Ірина Олександрук. — К.: Наукова думка, 2022. — 320 с.